# Polyeucte
Polyeucte és una obertura per a orquestra composta per Paul Dukas el 1891 per la tragèdia del mateix nom de Pierre Corneille. Dukas va fer el seu debut públic amb la primera actuació d'aquesta obertura el 23 de gener 1892 als Concerts Lamoureux de París.
Després d'un any i mig a l'exèrcit, Dukas va començar a treballar el 1891 en aquesta obertura que després de l'estrena parisenca va ser reproduïda per Eugène Ysaÿe a Brussel·les i Sylvain Dupuis a Lieja.